# Vestido Shantytown
El vestido Shantytown (en inglés: Shantytown dress) es un traje que la actriz Vivien Leigh lució en la película Lo que el viento se llevó (1939).

## Historia

### Contexto
David O. Selznick, productor del filme junto con la Metro-Goldwyn-Mayer (MGM), pagó $50 000 por los derechos de la novela en la que se basa la película y, con el fin de generar una gran publicidad inmediata en torno a ella, comenzó una búsqueda a nivel nacional de la actriz que interpretaría el papel de Scarlett O'Hara, siendo este el primer casting masivo de la historia del cine. Este proceso, con una duración total de dos años y un coste superior a $100 000, llevó a la realización de una gira por todo Estados Unidos para entrevistar a más de 1400 mujeres anónimas y a alrededor de cien actrices consagradas, llegando 400 de ellas a realizar pruebas y siendo las favoritas, entre otras: Jean Arthur, Lucille Ball, Miriam Hopkins, Tallulah Bankhead, Bette Davis, Claudette Colbert, Joan Crawford, Loretta Young, Paulette Goddard, Joan Fontaine, Katharine Hepburn, Olivia de Havilland, Carole Lombard, Norma Shearer, Barbara Stanwyck y Margaret Sullavan. Finalmente, un total de diecinueve fueron seleccionadas para realizar pruebas de cámara: Louise Platt, Tallulah Bankhead, Linda Watkins, Adele Longmire, Haila Stoddard, Susan Hayward, Dorothy Mathews, Brenda Marshall, Anita Louise, Margaret Tallichet, Frances Dee, Nancy Coleman, Marcella Martin, Lana Turner, Diana Barrymore, Jean Arthur, Joan Bennett, Paulette Goddard y Vivien Leigh, siendo estas dos últimas las únicas que realizaron pruebas de cámara en color. La búsqueda de la actriz que interpretaría el papel de Scarlett recibió una cobertura mediática sin precedentes; algunas fuentes sin confirmar afirman que Leigh ya había sido contratada en febrero de 1938, hecho que se habría guardado en el más absoluto secreto con el fin de mantener el nivel de expectación, aunque de lo que sí hay constancia es de que se llevó a cabo una encuesta a 100 personas a las que se cuestionó sobre quién consideraban que debía interpretar a Scarlett, obteniendo Leigh tan solo un voto. Pese a no ser favorita, la actriz británica se alzaría con el triunfo en medio de una gran sorpresa tanto de crítica como de público, aunque diversas fuentes han constatado que Myron Selznick, hermano del productor y representante de Leigh, promovió a la actriz para que consiguiese el papel.: 405–406 

### Creación

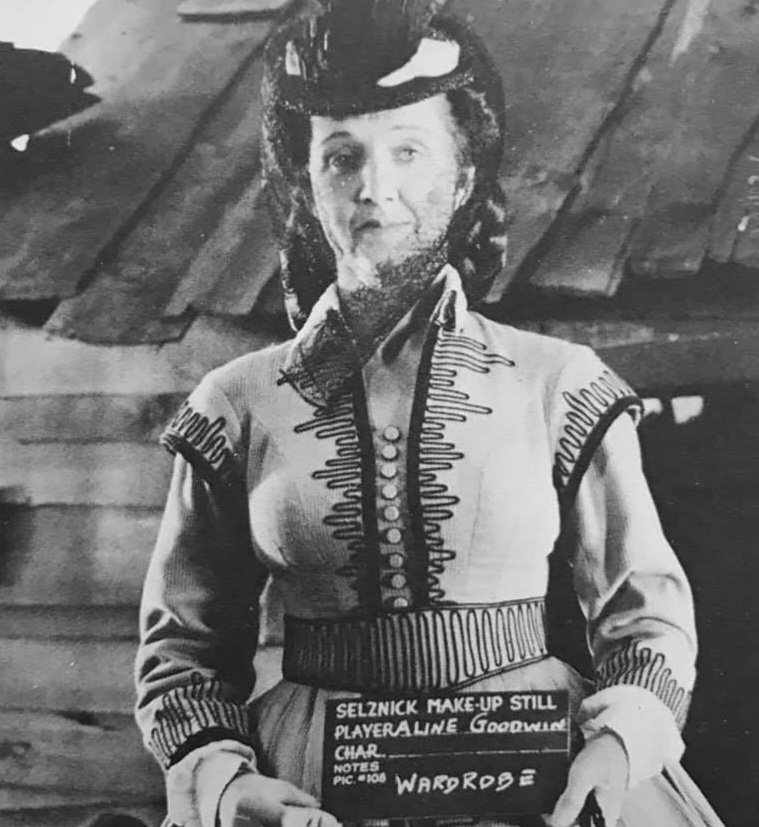
Aline Goodwin en Lo que el viento se llevó (1939).

El vestuario de la película corrió a cargo de Walter Plunkett; incorporado al proyecto en 1936, el diseñador se embarcó a modo de preparación durante cuatro meses en un viaje de investigación no remunerado por el sur de Estados Unidos (Atlanta, Savannah y Charleston), contando únicamente con un contrato sin exclusividad por el que se le pagarían $600 a la semana en los dos meses de preproducción y $750 por cada siete días de rodaje, además de una carta de presentación dirigida a Margaret Mitchell, autora del libro en el que se basa el filme, a quien visitó en su casa de Georgia. Gracias a Mitchell, Plunkett conoció el ingenio de las mujeres de aquella época, las cuales usaban piedras y cáscaras de nueces como botones y ramas de espino como broches para poder confeccionar la ropa durante el bloqueo al que la Unión sometió a los estados sureños durante la guerra de Secesión. En los museos de las Hijas de la Confederación de Savannah y Charleston, Plunkett obtuvo trozos de telas cortadas de los dobladillos de trajes auténticos, los cuales solían estar decorados con diminutos estampados, creando más de 5000 prendas para cincuenta personajes y un centenar de extras. En lo que respecta al vestuario del personaje de Scarlett, para quien elaboró treinta y cinco conjuntos, Plunkett empleó los tejidos y los colores con el fin de enfatizar y subrayar los acontecimientos más destacados de la vida de la protagonista, empleando organdí, tul, algodón y tonalidades luminosas para vestirla en sus años de juventud, y tejidos como seda y terciopelo oscuro a medida que madura y se enfrenta a situaciones dramáticas.
A su vez, Plunkett tomó la decisión de incluir varios códigos de color para el personaje de Scarlett en función de las situaciones plasmadas. De esta forma, para las escenas de seducción el diseñador optó por el color verde, siendo ejemplo de ello el vestido escotado que Scarlett lleva a la barbacoa en Twelve Oaks, así como el traje elaborado con cortinas de terciopelo que la protagonista luce cuando acude a la cárcel a visitar a Rhett Butler. Para las escenas pasionales, violentas y de tensión, Plunkett escogió el rojo, siendo este el color del llamativo vestido que Rhett obliga a Scarlett a llevar a la fiesta de cumpleaños de Ashley Wilkes, el color de la bata de terciopelo que luce en la posterior discusión con su marido, y también el tono del traje que lleva puesto cuando su hermana Suellen descubre que Scarlett se ha casado con su prometido Frank Kennedy. Por último, para las escenas de peligro se decantó por el color azul, destacando el vestido que Scarlett lleva puesto cuando es asaltada en un puente camino del aserradero así como los trajes que lucen ella y su hija Bonnie cuando esta última cae del caballo. Los únicos vestidos que constituyen excepciones a estos códigos son el traje de novia, los atuendos de luto, el vestido rosa de la huida de Atlanta, el vestido blanco y rojo que lleva puesto cuando se despide de Ashley antes de que este regrese al frente, la bata verde que viste durante una discusión con Rhett, la bata naranja que luce cuando cae por las escaleras, y el traje blanco con volantes mostrado al inicio de la película.: 15 
El excesivo volumen de trabajo hizo imposible que Plunkett se ocupase por sí solo del guardarropa, contando por ende con la asistencia de varias ayudantes: «Tenía dos mujeres que me ayudaban, cortadoras y ajustadoras, cada una con su propio equipo de costureras, además de un equipo de modistas. Casi todo se hacía desde cero».: 39  Del mismo modo, el diseñador pintó más de 375 bocetos de vestuario con la ayuda de varios artistas:

Había tantos bocetos que hacer que teníamos alrededor de nueve o diez artistas trabajando, porque teníamos prisa. En la MGM, estuve diseñando muchas películas a la vez, no podía conseguir la tela, observar la elaboración de las prendas, supervisar las pruebas, y aún así hacer los bocetos, de modo que tuve la asistencia de otros. Solo el productor David O. Selznick tenía la aprobación del vestuario, y me pidió específicamente que no le mostrase ninguno de los bocetos a Vivien Leigh, ¡pero lo hice de todas formas! En otras películas, mostraba los bocetos a productores y directores, y ni siquiera los miraban. «Para eso es para lo que te contratamos», decían. No me di cuenta de que Selznick había hecho una solicitud para que otros diseñadores de vestuario enviaran bocetos para Lo que el viento se llevó, suponiendo que otro diseñador podría hacer un mejor trabajo que yo. Después de que cada diseñador de Hollywood hubiese enviado su trabajo, le confronté y le pregunté qué estaba pasando exactamente. Me dijo que nunca tuvo la intención de reemplazarme; solo quería que trabajase más duro y me aseguró que mi trabajo era espléndido. Le dije: «Muchas gracias».: 318 

Inicialmente, antes de la introducción de los códigos de color, tanto Plunkett como Selznick consideraron que el público querría ver los trajes tal y como Mitchell los describía en su libro.: 194  De acuerdo con Plunkett: «A Selznick no le interesaba la precisión. Investigué en el sur porque pensé que era necesario. Selznick estaba mucho más preocupado por ser fiel a Margaret Mitchell. Si él se oponía a un diseño, solo tenía que señalarle una de sus descripciones en la novela y quedaba satisfecho. La película no tuvo nada que ver con la historia».: 164–166  Sin embargo, el vestido Shantytown, al igual que otros atuendos, no figura descrito, lo que desde el principio dio a Plunkett una amplia libertad a la hora de realizar el diseño, aunque se ciñó en todo momento a la moda de la época, mientras que la tonalidad azul fue escogida con el fin de adaptarse a los códigos, pues la prenda figura en una escena en la que Scarlett sufre un asalto mientras se dirige sola en su carruaje rumbo al aserradero. Del traje en cuestión, conocido como vestido Shantytown por desarrollarse la secuencia del ataque en un asentamiento irregular (Shantytown o Shanty Town), existen al menos tres versiones: dos fueron lucidas por Leigh y la otra por su doble de riesgo Aline Goodwin, quien poseía unas medidas distintas a las de la actriz. La intensidad del color de los trajes fue decidida tras una serie de pruebas de cámara, pues Plunkett experimentó con diversas tonalidades hasta encontrar aquella que a su parecer reflejaba mejor la mezcla de vulnerabilidad y determinación que requería la escena, siendo el color lo suficientemente oscuro como para resultar sobrio y adecuado para una mujer casada, aunque al mismo tiempo era llamativo con el fin de que Scarlett destacase en mitad del sombrío paisaje en el que se desarrolla la acción.
Plunkett se vio limitado sin embargo por el Technicolor tal y como declaró Selznick: «Sé por hablar con Walter Plunkett que nadie se siente tan mal como él por las limitaciones que le han impuesto. Pero si vamos a escuchar completamente a los expertos en Technicolor, también podríamos eliminar por completo a los artistas que están en nuestros propios departamentos de decorado y vestuario y dejar que la compañía Technicolor diseñe la película para nosotros».: 166  A esto se sumó la problemática del coste, pues el presupuesto original del guardarropa era de $80 000, cifra que terminaría aumentando a $157 000 para el final del rodaje, costando las labores de lavandería más de $10 000 debido a que las prendas necesitaban ser limpiadas a diario;: 10  Selznick se encargó de dar gran publicidad al vestuario del filme asegurando que era el más caro jamás creado para una película, lo que perjudicaría seriamente a Plunkett:: 194–195 

Pensó que le convendría decir que la ropa de Lo que el viento se llevó fue la más cara hecha para una película, y Plunkett era el diseñador más caro y extravagante. Cuando terminamos la película, salí a buscar trabajo, y nadie quería tocarme. Después de bastante tiempo, Joan Blondell tenía próximamente una película y tenía el control de a quién se contrataba, así que preguntó por mí. No le importaba cuán caro fuese (lo cual no era cierto de todos modos), Selznick me había recortado el sueldo.: 194–195 

### Deterioro
El vestuario del filme sufrió un notable deterioro como consecuencia de las numerosas exposiciones de las que fue objeto. Con el fin de promover la película, la MGM decidió que los trajes participasen en una gira por diferentes teatros a nivel nacional e internacional. Los vestidos fueron enviados en primer lugar de Culver City, sede de la MGM, a Atlanta, donde el vestuario fue guardado bajo llave en habitaciones de hotel, viajando posteriormente a Nueva York; Selznick International Productions, Inc. (SIP) fungió como responsable durante el primer traslado, corriendo esta responsabilidad por cuenta de la propia MGM en los viajes posteriores. Selznick, quien deseaba que alguien designado tanto por SIP como por MGM se encargase del cuidado de los atuendos, mostró su preocupación por la falta de organización de estas exhibiciones en un comunicado el 15 de noviembre de 1939 a Howard Dietz, director de publicidad de los estudios: «El mantenimiento, la gestión y el cuidado del material deben organizarse de tal manera que no se dañe en su primer uso, que pueda usarse decenas y decenas de veces y que nos sea devuelto en buen estado». Klune transmitió el 21 de noviembre la preocupación de Selznick a Katherine Brown, representante de los estudios en la Costa Este, recordando desastrosas experiencias pasadas en las que varias prendas prestadas fueron devueltas como «una bolsa de trapos» tras una sola exhibición. Ese mismo día Brown recibió un comunicado de Selznick en el cual el productor le pedía que los trajes fuesen usados «con moderación y por separado, dividiéndolos para que cada ciudad tenga unos pocos para fines de explotación», radicando parte de esta solicitud en motivos económicos. De acuerdo con las leyes entonces vigentes en California, cada prenda debía ser limpiada en seco antes de su regreso a los estudios tal y como figura en un acuerdo con la Atlanta Junior League con motivo del préstamo del guardarropa para las festividades por el estreno de la película, constando en dicho acuerdo que se debían pagar «$5,00 por cada vestido por la limpieza que exige la Ley del Estado de California» (el 12 de febrero de 1940, en un telegrama a Selznick, Brown dejó patente que «la limpieza constante es la cosa más dañina para los trajes»). El poco cuidado con el que la ropa fue tratada, los traslados y las sucesivas limpiezas terminarían por causar estragos en las telas, circunstancia agravada por el hecho de que los atuendos fueron empacados en baúles y cajones probablemente de madera, material que desprende gases los cuales causan manchas y decoloración, aparte de que las prendas pudieron haber sufrido alguna que otra deformación como resultado de haber sido colgadas o dobladas. De acuerdo con la correspondencia conservada, los vestidos se enviaron en primer lugar a Atlanta, donde fueron expuestos junto con varias joyas de la época de la guerra en una sala adyacente a un salón de baile custodiada por guardias armados, tras lo cual serían enviados a Nueva York y de allí conducidos a Los Ángeles para los respectivos estrenos, participando posteriormente en una gira por todo el país y decidiéndose en febrero de 1940 que todas las prendas fuesen enviadas de regreso a Culver City puesto que los ingresos generados en su exhibición no compensaban los costes según un comunicado de Brown fechado el 12 de ese mes. Finalmente, tras una gira nacional e internacional de año y medio, en agosto de 1941 el vestuario fue devuelto a SIP, pasando varios atuendos (entre los cuales no figuraba ninguna de las versiones del vestido Shantytown) a formar parte de la colección privada de Selznick.: 13–16, 70 : 53 

### Paradero

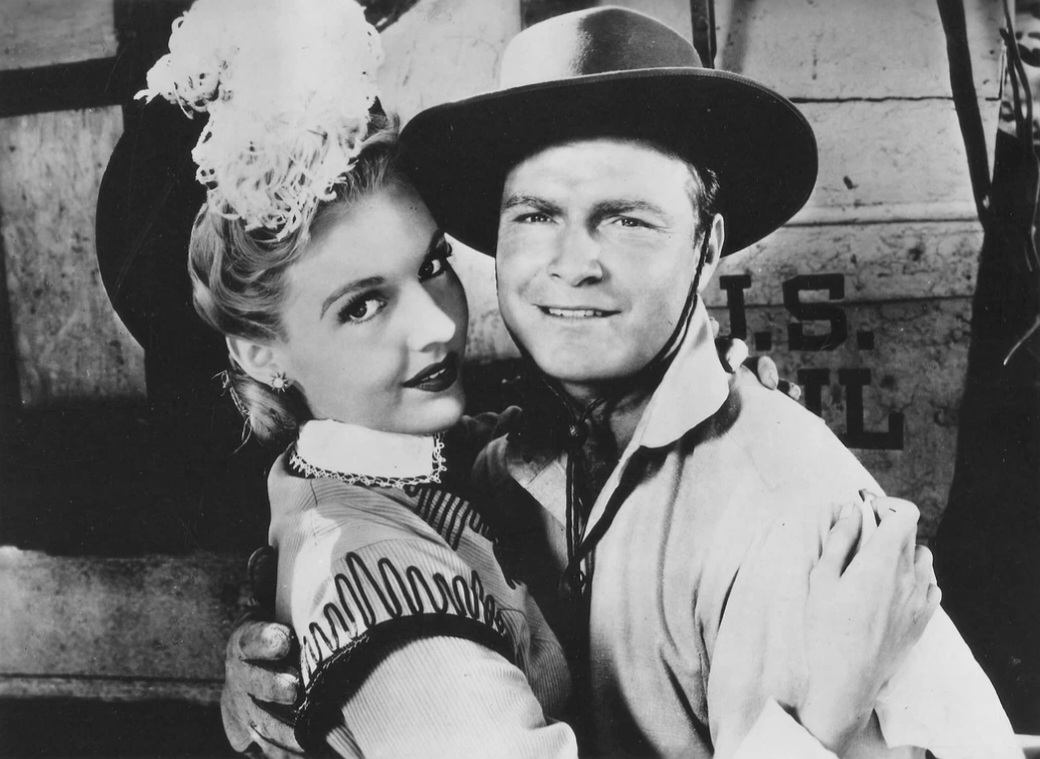
Lynn Merrick y Don Barry en The Sombrero Kid (1942).

A diferencia de otras prendas de la época, como el vestido de Glinda, el vestido Letty Lynton y el vestido Cheek to Cheek, al menos las dos versiones lucidas por Leigh se han conservado, permaneciendo la versión de Goodwin en paradero desconocido. Una o dos versiones, propiedad de la Western Costume Company, fueron recicladas para otras películas debido a que la empresa las alquiló a Republic Pictures: 90  (uno de los trajes llegaría incluso a ser alquilado como disfraz de Halloween), figurando en los filmes In Old California (1942) y The Sombrero Kid (1942), películas en las que respectivamente Helen Parrish y Lynn Merrick lucieron una o la misma versión, con Parrish mostrando a mayores un capelete el cual no aparece en Lo que el viento se llevó. Al igual que otras prendas icónicas del cine, los trajes pudieron haber corrido el riesgo de desgastarse con el uso, lo que podría haber llevado a que fuesen tirados a la basura sin saberse siquiera en qué películas habían aparecido (varios trajes del filme serían reciclados para otras películas, tras lo cual serían tirados a la basura o vendidos en la subasta de la MGM en 1970), aunque un deficiente almacenaje podría haber deteriorado igualmente las prendas (las perchas de madera, conocidas por su alto contenido en ácido, solían provocar que los vestidos se desgarrasen en la zona de los hombros). Otro riesgo que pudieron haber corrido fue el robo; durante muchos años los estudios no tuvieron ningún tipo de cuidado con los trajes, accesorios, guiones y demás elementos vinculados a las películas que producían, sin ser conscientes del alto valor que acabarían teniendo en el futuro (a menudo los empleados se llevaban estos objetos como recuerdo sin permiso, sabedores de que a los directivos no les importaba esta sustracción de material). Del mismo modo, los atuendos pudieron haber corrido el riesgo de ser modificados con motivo de su reciclaje, circunstancia que se dio, por ejemplo, con al menos tres vestidos de Gilbert Adrian: el traje de chifón de Greta Garbo en Camille (1936), completamente modificado para Joan Fontaine en Rebecca (1940); el vestido de Glinda, originalmente lucido por Jeanette MacDonald en San Francisco (1936) y severamente modificado para Billie Burke en El mago de Oz (1939); y otro traje de MacDonald de la misma película, levemente alterado para Gracie Allen en Honolulu (1939).
Las dos versiones lucidas por Leigh permanecieron durante décadas en poder de la Western Costume Company. Una de ellas fue descubierta tirada en el suelo de las instalaciones durante una visita en 1962 por James Tumblin, empleado del departamento de peluquería y maquillaje de Universal Studios; según declaraciones del propio Tumblin: «Vi este vestido en el suelo y un trabajador me dijo que no me molestase en recogerlo, porque lo iban a tirar. Le pregunté si me lo vendería. Me había dado cuenta de que había una etiqueta impresa que decía Selznick International Pictures y “Scarlett production dress” estaba escrito con tinta». Tras adquirirlo por apenas $20, Tumblin empezaría a coleccionar objetos relacionados con la película, tales como prendas, accesorios, herramientas, bocetos, pinturas, pósteres y cartas de personas vinculadas al filme, conformando con el paso de los años la colección más grande a nivel mundial de Lo que el viento se llevó, en su momento compuesta por más de 300 000 piezas. El traje, expuesto en 2014 en el Orange County Regional History Center, fue vendido el 18 de abril de 2015 como el lote 89001 en una subasta celebrada por Heritage Auctions en Beverly Hills; con un precio de salida de $60 000, (aunque su valor estimado se hallaba entre $100 000 y $150 000),: 56  la prenda terminaría alcanzando un valor de $137 000 (incluyendo la comisión de la casa de subastas), el precio más alto de todos los objetos subastados, más de 150, de entre los cuales destacaban una faja descartada para el atuendo lucido por Scarlett en la secuencia de la barbacoa ($3 250); la pamela de Scarlett en la misma secuencia ($52 500); una de las blusas del atuendo de la huida de Atlanta ($32 500); una capota lucida tanto por Scarlett como por Melanie Hamilton ($30 000); el traje que Rhett lleva puesto cuando propina una patada a una puerta ($55 000); el sombrero de Scarlett cuando pasea con Rhett por Tara ($25 000); la chaqueta que Melanie lleva puesta cuando se reúne con Ashley en la estación ($18 750); el uniforme de soldado confederado que viste Ashley en la escena de su regreso a Tara ($16 250); el traje de amazona de Bonnie ($15 000); la chaqueta que luce Belle Watling cuando acude a ver a Rhett a la cárcel ($15 000); y la bufanda y el broche de Melanie cuando habla con Belle ($10 000).
Respecto a la otra versión lucida por Leigh, esta permaneció en poder de la Western Costume Company hasta principios de la década de 1990; vendida junto con otros atuendos del filme como el lote 1500 en la subasta Highlights from the Western Costume 'Star Collection', celebrada en Los Ángeles por Butterfield & Butterfield (actual Bonhams) el 10 de octubre de 1993, el traje volvería a ser vendido como el lote 1042 en la subasta Icons & Legends of Hollywood - Part III, celebrada el 12 de noviembre de 2020 por Profiles in History. Por su parte, destaca la existencia de una tercera versión mostrada en 2010 en la exposición itinerante de la Turner Classic Movies Moguls & Movie Stars: A History, la cual se exhibió en Atlanta (Phipps Plaza) del 18 al 20 de octubre; en Nueva York (Grand Central Terminal) del 25 al 26 de octubre; en Denver (King Center) del 4 al 6 de noviembre; en San Francisco (Embarcadero Center) del 11 al 12 de noviembre; y en Los Ángeles (The Grove) del 18 al 20 de noviembre. Debido a que esta versión no se corresponde con la vendida en 2015 (carece de faja y cuenta con capelete) ni tampoco con la subastada en 2020 (presenta nueve botones en vez de siete), la misma podría corresponderse con la versión lucida por Goodwin o bien tratarse simplemente de una reproducción, aunque cabe destacar que podrían existir más versiones de la prenda debido a la costumbre en los estudios de crear múltiples copias de un mismo traje o accesorio con el objetivo de no detener la producción por su deterioro o pérdida, sobresaliendo en este apartado el vestido de Dorothy, lucido por Judy Garland en  El mago de Oz  y del que existen al menos siete versiones.

## Descripción

### Diseño

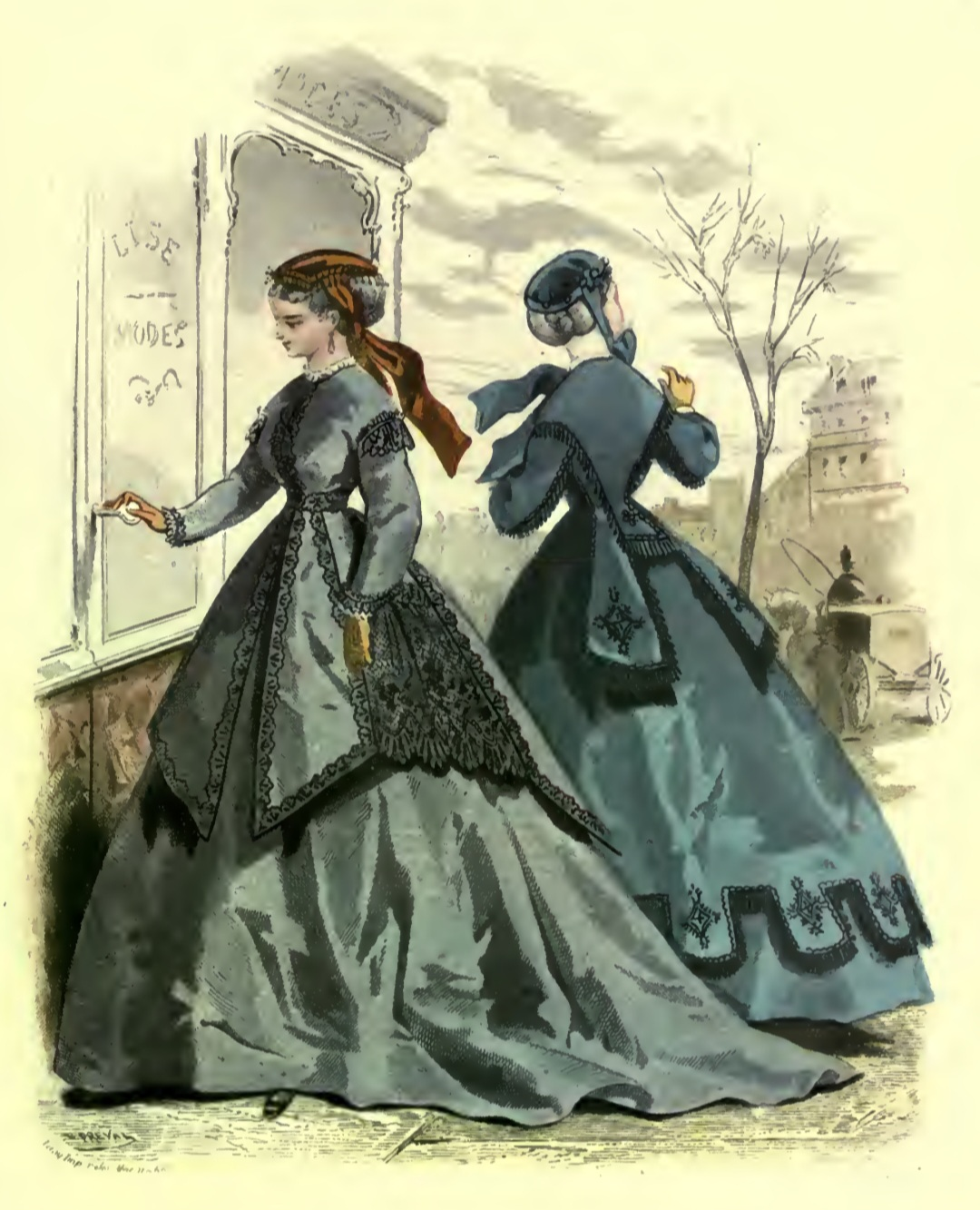
Ilustración de dos vestidos de 1866 en Dame Fashion: Paris-London, 1786-1912 (1913). Los atuendos de la imagen guardan similitudes con el vestido Shantytown.

Ambos vestidos, fieles a la moda de la década de 1860, constituyen conjuntos de dos piezas: chaqueta y falda. La chaqueta, ajustada en la cintura con una faja, es de algodón acanalado con cordones negros bordados en zigzag (ricrac) a la altura del cuello, los hombros, el frente y los puños, destacando en el corpiño una hilera de nueve botones en la versión subastada en 2015 y de siete en la versión subastada en 2020. Ambas prendas cuentan en la parte frontal con ganchos y ojales ocultos, estando la chaqueta enteramente forrada con seda gris (es posible que el forro no sea original en ninguna de las dos). Respecto a la falda, larga hasta el suelo, esta cuenta con una sobrefalda abierta en forma de triángulo en el centro; la misma es plisada y posee idénticos bordados en zigzag en la cintura, el frente y el dobladillo, contando con un total de ocho broches en la parte posterior con más ganchos ocultos además de con un forro probablemente no original en ninguna de las dos versiones. Mientras que la versión vendida en 2015 no presenta ninguna etiqueta identificativa, la versión subastada en 2020 cuenta con una etiqueta interna al bies con el nombre impreso de la Western Costume Company y, escrito a mano: «Vivian Leigh S-33 Walter Plunkett Gone W/ the Wind». A mayores, la versión vendida en 2020 cuenta con un capelete a juego con cuello de terciopelo negro, interior forrado en satén negro y cierre de corchetes y ojales, albergando una etiqueta interna al bies con las palabras «Vivian Leigh S-34 Gone W/ the Wind» escritas a mano, mientras que la versión vendida en 2015 presenta diversos defectos tales como manchas, enganches y rasgaduras, con algunas secciones algo raídas, todo ello debido a que parte de la prenda fue deliberadamente desgastada para el rodaje de la escena. Realizados en otomán azul grisáceo pizarra, el color de ambos atuendos se fue desvaneciendo con el paso del tiempo hasta quedar reducido a una tonalidad grisácea levemente azulada, esto debido a que los tintes empleados entonces requerían de técnicas especiales para su cuidado con el fin de evitar que se degradasen al ser expuestos a la luz. Originalmente, los atuendos contaban con una camisa blanca tal vez confeccionada en muselina (de la que tan solo quedaban a la vista las solapas del cuello y los puños), un sombrero y un par de guantes probablemente de gamuza.

### Análisis
El vestido Shantytown posee una marcada carga simbólica. La silueta del atuendo difiere en gran medida de la opulencia de las prendas que conforman el vestuario de Scarlett antes de la guerra, reflejando los cambios que experimentó la moda en la segunda mitad de la década de 1860 así como la notable transformación económica y social que se vivió durante la Reconstrucción. Por su parte, la tonalidad, además de ajustarse a los códigos de color, aporta al atuendo cierto aire de masculinidad y practicidad, dejando patente la nueva posición de Scarlett como una implacable empresaria de éxito que se desenvuelve en un mundo entonces dominado por hombres. El atuendo aporta al personaje un fuerte carácter de independencia, sentimiento que sin embargo irá acompañado de una gran imprudencia que desencadenará eventos trágicos, como la muerte de Frank Kennedy durante un enfrentamiento con las tropas federales, todo ello enmarcado en el nacimiento del Ku Klux Klan. En definitiva, el atuendo muestra a Scarlett como una mujer decidida no solo a sobrevivir sino a prosperar en mitad de la pobreza que asoló el sur del país tras el conflicto, aunque para ello tenga que desafiar los convencionalismos sociales y enfrentarse a las críticas de quienes antaño fueron los miembros más distinguidos de su amplio círculo de amistades, que no ven con buenos ojos que una dama del sur se inmiscuya en los negocios y haga tratos con yanquis.

## Legado
En los Premios Óscar de 1940, durante el discurso que Selznick dio al recoger su galardón como mejor productor, declaró lo siguiente: «Es una lástima que no haya también un premio de la academia para los diseñadores de vestuario, porque Walter Plunkett lo habría recibido».: 318  De acuerdo con Plunkett: «No creo que fuese mi mejor trabajo o siquiera lo más grande que he hecho. Pero esa película, desde luego, continuará por siempre». La popularidad del atuendo, considerado junto con el resto del vestuario del filme como una de las prendas más famosas de Hollywood, ha llevado a su reproducción a medida por parte de entusiastas de la película, existiendo una réplica (incorrectamente identificada como original) en el Gone With the Wind Museum de Brumby Hall (Marietta). El traje, del que Julien's Auctions vendió un boceto por $10 000 en una subasta celebrada en 2021, ha aparecido en una gran variedad de productos relacionados con la película, entre otros: una muñeca de Madame Alexander en 2003; una figura de The Bradford Editions en 2008; una figura de The Hamilton Collection en 2009; y una muñeca de Robert Tonner en 2015.